# Patrice Alègre
Pour les articles homonymes, voir Alègre.
Patrice Alègre, né le 20 juin 1968 à Toulouse, est un tueur en série français arrêté à Châtenay-Malabry, le 5 septembre 1997,, et condamné le 21 février 2002 à la réclusion criminelle à perpétuité, assortie d'une période de sûreté de 22 ans, pour cinq meurtres et une tentative de meurtre, accompagnés de viols, commis entre 1989 et 1997,.
Mis en examen pour six autres meurtres, commis entre 1987 et 1992, il bénéficiera de non-lieux, le 3 juillet 2008,.
L'affaire Alègre, à proprement parler, débute en mai 2003, après la réouverture de plusieurs dossiers anciens par les gendarmes de la cellule Homicide 31. Elle débouche sur des dérapages télévisuels mettant en cause une certaine forme de journalisme d'investigation.

## Biographie
Patrice Alègre, né le 20 juin 1968 à Toulouse, est le fils de Roland Alègre, releveur de compteurs d'eau puis CRS, et de Michelle Salvy, coiffeuse,. Il n'est pas un enfant désiré, sa mère n’ayant que 17 ans à sa naissance, au contraire de son frère né sept ans plus tard. Ses parents s'installent dans le quartier des Izards à Toulouse. Enfant, Alègre a l'habitude de s'interposer pour défendre sa mère, souvent battue, qu'il idéalise, et subit les coups de son père violent.
En 1977, la famille déménage à Saint-Geniès-Bellevue. Les épisodes de violences se poursuivent jusqu'à ce que Patrice Alègre, âgé de 13 ans, menace de tuer son père. Il fugue de plus en plus souvent. Après son arrestation, il confiera aux psychiatres avoir été violé un soir de fugue, par deux hommes lui ayant proposé de la drogue. Rejeté par ses parents, il est inscrit dans une filière de mécanique générale et confié à sa grand-mère paternelle. De retour dans le quartier des Izards, il quitte l'école en quatrième et tombe dans la délinquance, le vol et le trafic de drogues. Son père brigadier essaie de gommer ses délits à répétition. 
Alègre est arrêté une première fois en avril 1985, à l'âge de 16 ans et demi, pour un vol de mobylette. Il n'est pas poursuivi, mais la police relève ses empreintes digitales.
En octobre 1985, Alègre se rend à une fête foraine annuelle célébrée à Toulouse, où il commet sa première agression sexuelle sur une collégienne, en tentant de l'étrangler. Il n'est cependant pas inquiété pour cette agression car sa victime ne porte pas plainte. Alègre n'a que 17 ans et ne demeure, officiellement, qu'un voleur à l'étalage,,.
Ses parents se séparent en 1987. Alègre vit du trafic de drogues et de petits boulots dans le monde de la nuit tels que videur, disc-jockey ou barman. Il finit par être engagé comme barman à la cafétéria du commissariat de police, puis au buffet de la gare de Toulouse-Matabiau, repérant ses proies dans le quartier,. Valérie Tariote, sa première victime reconnue, assassinée le 21 février 1989, était serveuse dans ce même café,.
En janvier 1988, il rencontre Cécile C., secrétaire d'origine bourgeoise. Ils ont une fille, Anaïs, née le 23 juillet 1989. Pendant sept ans, ils vivent une relation houleuse qui reproduit les scènes de ménage des parents de Patrice Alègre,. 
En 1994, il passe huit mois en prison pour « coup et blessures volontaires ». 
Le 16 février 1995, après une nouvelle dispute conjugale durant laquelle Alègre a notamment « jeté la petite contre le mur », Cécile C. obtient de la police qu'il quitte leur appartement. Il s'installe chez sa maîtresse, Sylvie P., gérante de la discothèque Planète Rock à Toulouse, et s'y fait embaucher comme videur. Mais elle le renvoie à cause de nombreuses bagarres qui font fuir la clientèle,.

## Vie criminelle

### Victimes connues
Le 27 février 1989, Valérie Tariote, serveuse dans un café près de la gare de Toulouse, est découverte bâillonnée, les poignets liés et ses sous-vêtements déchirés, tuée six jours plus tôt. En dépit de ces éléments, sa mort est d'abord considérée par les enquêteurs comme un suicide. Le tueur l'a rencontrée en travaillant à ses côtés, devenant son ami. Patrice Alègre avoue l'agression et le meurtre de Valérie Tariote, sa première victime connue, après son arrestation,,.
Onze mois plus tard, le 27 janvier 1990, deux promeneurs découvrent dans un fossé à Bonrepos-Riquet le corps de Laure Martinet, une étudiante de 19 ans, étranglée et abusée. Son père avait signalé sa disparition deux jours plus tôt. Lors des auditions, Alègre déclare avoir abordé la victime, qui habitait son village, Saint-Geniès-Bellevue, alors qu'elle faisait de l'auto-stop,.
Martine Matias, 29 ans, est tuée par Alègre à Toulouse, le 11 février 1997. Le jour de sa mort, elle travaille toute la journée puis rejoint la salle de boxe qu'elle a l'habitude de fréquenter. Quelques heures plus tard, son corps est retrouvé dans son appartement après qu'un incendie s'y est déclaré. Malgré des taches de sang dans la salle de bain, sur le tapis et sur le soutien-gorge de la victime, deux foyers distincts pour le départ de l'incendie et la présence sur les lieux d'un chargeur de pistolet automatique 7,65 mm, l'officier de police judiciaire chargé d'enquêter classe ce décès en suicide. Sept mois plus tard, lors de sa première comparution, un lapsus d'Alègre au moment d'évoquer le nom d'une autre victime permet à la police d'envisager l'hypothèse criminelle. Malade, le père de Martine Matias est décédé peu après la disparition de sa fille,,.
Émilie Espès, 21 ans, fait la connaissance du tueur dans un bar de Toulouse, le 21 février 1997. Sympathisant, ils prennent l'apéritif, consommant alcool et cocaïne, puis décident d'aller ensemble à une soirée de musique électronique à Plaisance-du-Touch. Sur le chemin du retour, Espès est violée par Alègre, mais parvient à le persuader de ne pas la tuer. Elle est alors emmenée chez des amis de Patrice Alègre pour y passer la nuit. Prétextant avoir été agressée à la soirée par des inconnus, afin de ne pas faire réagir l'homme qui avait essayé de la tuer une première fois, elle réussit à se faire accompagner à l'hôpital par une femme. Elle dépose plainte deux jours plus tard, ce qui permet aux enquêteurs de suivre la piste Patrice Alègre,. Émilie Espès, seule victime connue ayant survécu et assisté au procès, s'est suicidée en 2006,.
Recherché pour l'agression d’Émilie Espès, l'homme en fuite est contraint de quitter Toulouse et finit par s'établir en Ariège, près de Foix d'abord, puis à Massat. Le 14 juin 1997, Alègre rencontre Mireille Normand, qui lui propose de l'héberger chez elle en échange de travaux de jardin. Originaire du Havre, cette jeune femme de 35 ans s'est installée seule dans un chalet à Verdun. Le 19 juin 1997, elle est engagée à la Maison des loups, à Orlu, et rentre fêter cette nouvelle chez elle. Au cours de la soirée, après s'être drogué, Patrice Alègre qui tente d'aborder son hôte plus intimement, est repoussé, puis finit par appliquer le même mode opératoire qu'avec ses précédentes victimes. Trois semaines plus tard, le 11 juillet 1997, le corps de Mireille Normand est retrouvé enterré dans son jardin, découvert par les gendarmes. Alègre lui a volé près de 4000 francs ainsi que sa télé, son magnétoscope, sa perceuse et d'autres choses encore, qu'il a revendu pour la même somme,.
Patrice Alègre est identifié sur photo par différents témoins comme l'homme à tout faire du chalet. Dès lors, la traque du tueur en série commence. Alègre quitte la France et se rend dans le sud de l'Espagne, où il rencontre deux amies en vacances avec qui il sympathise. L'une d'elles est Isabelle Chicherie, 31 ans et habitant à Paris, qui lui donne son adresse. Par la suite localisé en Allemagne, puis en Belgique, il se rend à Paris où il se fait héberger par la jeune femme après avoir inventé le vol de sa voiture.
Alègre étrangle Isabelle, la viole et met le feu à son appartement, le 4 septembre 1997, situé dans le 15e arrondissement de Paris. Les gendarmes ont placé sur écoute les proches de Patrice Alègre, et un de ses amis accepte de collaborer avec les enquêteurs en indiquant au criminel en fuite un point de chute à Châtenay-Malabry, où il est arrêté le 5 septembre 1997, à 17 h 10 puis placé en détention provisoire,. La presse s'intéresse peu à son arrestation car la princesse Diana est morte quelques jours plus tôt.

### Procès et condamnation
Le procès de Patrice Alègre pour ses crimes débute le 11 février 2002 à Toulouse, devant l'avocat général Marc Gaubert. Défendu par Me Laurent Boguet et Me Pierre Alfort, il est accusé de six viols, cinq meurtres et une tentative de meurtre. En parallèle, il est mis en examen pour deux autres meurtres et le viol d'une prostituée,.
Le travail des premiers enquêteurs est passé au crible, et des scènes de malaise se succèdent. L'évocation des meurtres de Valérie Tariote et Martine Matias s'avère être un moment douloureux pour le capitaine Philippe P., officier de police judiciaire à la sûreté urbaine de Toulouse chargé d'enquêter sur ces « homicides et incendies volontaires » classés en suicide. Un procès-verbal de synthèse transmis en juillet 1997 à la juge d'instruction Nicole Bergougnan est notamment mis en cause. Le président de la cour d'assises en cite un extrait : « Ce n'est pas possible que ce soit un meurtrier, car il ne laisserait pas autant de traces. ». Reconnaissant « une erreur de jugement », l'enquêteur a avoué regretter ses premières conclusions,.
Patrice Alègre n'a quasiment pas parlé durant son procès, ne donnant aucun détail ou nouvelle information au sujet de ses crimes. Les experts en psychiatrie évoquent l'hypothèse de « matricides déplacés » pour expliquer les meurtres de l'accusé, qu'ils qualifient de « tueur en série organisé et psychopathe », de « pervers narcissique » ayant subi des « traumatismes désorganisateurs précoces liés aux débordements sexuels maternels ».
Le 21 février 2002, Alègre est condamné à la réclusion criminelle à perpétuité assortie d'une peine de sureté de 22 ans par la cour d'assises de Haute-Garonne,.

### Détention
À l'issue du procès, Patrice Alègre est incarcéré dans différentes prisons mais, soupçonné de préparer une évasion, finit par être transféré à la maison d'arrêt de Seysses. En octobre 2004, Alègre est transféré au centre pénitentiaire de Lannemezan et placé à l'isolement, à sa demande, se considérant constamment épié et menacé par les autres détenus,. 
Alègre est victime d'une agression, le 16 mai 2005, par cinq codétenus qui le passent à tabac. Blessé au sternum et à la mâchoire, il est hospitalisé pendant deux jours puis de nouveau placé à l'isolement. 
En avril 2007, Alègre est transféré de la centrale de Lannemezan au centre pénitentiaire de Moulins-Yzeure.

## Liste des meurtres

### Meurtres confirmés
Alègre a été condamné pour les meurtres suivants :
- Valérie Tariote, 22 ans, assassinée dans son appartement toulousain, le 21 février 1989, puis retrouvée morte six jours plus tard. L'enquête mène à un suicide, jusqu'aux aveux d'Alègre, le 2 décembre 1997[22].
- Laure Martinet, 19 ans, assassinée dans la nuit du 24 janvier 1990, retrouvée morte dans un fossé à Bonrepos-Riquet, trois jours plus tard. Une trace ADN est découverte sur le corps, mais Alègre échappe à un prélèvement, contrairement à la majorité des habitants de la commune[22].
- Martine Matias, 29 ans, assassinée le 11 février 1997, dans son appartement toulousain, après un incendie. L'enquête conclue à un suicide, jusqu'à l'arrestation d'Alègre, en septembre 1997[22].
- Mireille Normand, 35 ans, assassinée le 19 juin 1997, dans son chalet, à Verdun. Son corps est retrouvé, le 11 juillet 1997, enterré dans son jardin, à la suite de fouilles organisées par les gendarmes[22].
- Isabelle Chicherie, 28 ans, assassinée le 4 septembre 1997, dans son appartement du Paris 15e, à la suite d'un incendie. Déjà recherché, Alègre sera arrêté le lendemain[22].

### Meurtres supposés
- Josette Legoy, 60 ans, assassinée le 4 décembre 1987, à Toulouse. Le lendemain, des pompiers, alertés pour un début d'incendie, découvrent son corps de la victime en travers du lit. Au moment des faits, Alègre est âgé de 19 ans et a été reconnu par des riverains juste avant le crime. Il est mis en examen, le 30 mai 2002, mais bénéficie d'un non-lieu, le 3 juillet 2008[5],[6],[33].
- Edith Schleichardt, 23 ans, retrouvée morte le 23 septembre 1990, à Cintegabelle. L'enquête conclue à un suicide. Il faut attendre septembre 2003 pour qu'un témoignage vienne incriminer Alègre. L'enquête aboutira à un non-lieu[34].
- Claude Martinez, assassinée en décembre 1991, à Toulouse. Alègre est mis en examen, en septembre 2001, mais bénéficiera d'un non-lieu, le 3 juillet 2008[5],[6],[33].
- Line Galbardi, 28 ans, assassinée le 2 janvier 1992, dans une chambre d'hôtel face à la gare de Toulouse. Son corps est retrouvé le lendemain. Alègre est mis en examen, en janvier 2000, mais bénéficie d'un non-lieu, le 14 janvier 2010[35],[36],[37].
- Patricia Gélis, 29 ans, assassinée le 5 octobre 1992, alors qu'elle rentre de son travail. Son corps est retrouvé dans la Garonne, deux mois plus tard. Alègre est mis en examen, en septembre 2001, mais bénéficiera d'un non-lieu, le 3 juillet 2008[5],[6],[33].
- Josette Poiroux, 44 ans, assassinée le 21 octobre 1992, à la suite d'un incendie, dans son appartement toulousain. Alègre est mis en examen, le 30 mai 2002, mais bénéficie d'un non-lieu, le 3 juillet 2008[5],[6],[33].

## Affaire Alègre
En juin 2000, la cellule Homicide 31 de la gendarmerie, chargée d'enquêter entre 2000 et 2003 sur les victimes potentielles du tueur, rouvre plusieurs anciens dossiers sur réquisition du parquet.

### Meurtre non-élucidé de Line Galbardi
Le 1er avril 2003, le quotidien La Dépêche du Midi lance une campagne de presse, révélant de nouvelles accusations contre Patrice Alègre et faisant pression sur la justice pour l'ouverture rapide d'une information judiciaire. Cinq dossiers sont étudiés par les enquêteurs, qui s'intéressent notamment au meurtre non-élucidé d'une prostituée d'origine canadienne, Line Galbardi, tuée dans la nuit du 2 au 3 janvier 1992 à Toulouse. Les témoignages sur lesquels s'appuie ce nouveau volet de l'affaire mettent également en cause des policiers,.
Quelques semaines plus tôt, trois anciennes prostituées ont été retrouvées et entendues par les gendarmes chargés de l'enquête. Lors des auditions, en janvier et février 2003, elles ont confié avoir été présentes au moment de la mort de Line Galbardi, tuée par Alègre. En présence du proxénète pour lequel il travaillait et du veilleur de nuit de l'hôtel, la jeune femme de 28 ans aurait été exécutée pour avoir voulu dénoncer l'assassinat sauvage d'une autre prostituée. Craignant le même sort, une des personnes entendues par la cellule Homicide 31 a expliqué avoir quitté la ville durant près de dix ans. Déjà identifiée par les gendarmes, elle fut interpellée lors de son retour à Toulouse,.
Le 15 avril 2003, le procureur de Haute-Garonne ouvre une information judiciaire contre Alègre et ses complices présumés, qui lui auraient permis d'échapper à la justice au début des années 1990. Ils sont accusés de proxénétisme en bande organisée, viols aggravés et actes de barbarie, commis par des personnes abusant de l’autorité que leur confère leur fonction. Cette procédure est à l'origine des multiples rebondissements qui constituent l'affaire, très médiatisée.

### Implication présumée de fonctionnaires
Le 12 mai 2003, l'hebdomadaire Marianne présente de récentes « révélations » faites par une des prostituées, livrant des détails supplémentaires sur le système de corruption, mais aussi à propos de « parties fines » organisées en présence de notables toulousains. Selon la publication, le nom du maire de Toulouse est cité. Le même jour, une confrontation de plusieurs heures a lieu entre Alègre et deux des témoins, « Patricia » et « Fanny ». Le tueur en série continue de nier un quelconque lien avec le monde de la prostitution et dément d'avoir bénéficié d'une protection policière ou judiciaire. Il a cependant reconnu avoir rencontré un magistrat, décrit par les anciennes prostituées comme ayant sollicité les services d'Alègre lors de soirées sadomasochistes au cours desquelles auraient eu lieu des actes de barbarie,. Marc B., substitut du procureur à l'époque concernée par les faits, reconnaît avoir reçu Alègre à son domicile en 1991 mais précise que ce dernier n'a fait qu'accompagner une connaissance commune. Le magistrat déclare son intention de porter plainte pour diffamation par la voix de son avocat, Me De Caunes,.
Le 18 mai 2003, invité spécial du journal télévisé de TF1, Dominique Baudis, ancien maire de Toulouse et président du Conseil supérieur de l'audiovisuel, révèle que son nom a été cité par les deux prostituées. Dénonçant une « machination diabolique », qu'il impute au milieu de la pornographie, il réfute catégoriquement toutes les accusations portées contre lui,,. En plus de sa participation présumée à une des soirées visées par l'enquête de la cellule Homicide 31, les témoins ont évoqué des « valises de billets » remises en mains propres à l'élu par Alègre. Dès le lendemain, Dominique Baudis charge son avocat, Me Francis Szpiner, des poursuites en diffamation.
Le 22 mai 2003, « Patricia » et « Fanny » réitèrent leurs accusations dans le cadre de la procédure ouverte le 15 avril, annoncent à la presse leurs avocats. Le même jour, un prostitué qui a pris contact avec TF1 est entendu par les gendarmes. Dans la soirée, lors d'un reportage lui étant consacré, il témoigne, à visage caché et sous le pseudonyme de Djamel. Il affirme qu'il y a eu des soirées spéciales au château d'Arbas, propriété de la mairie de Toulouse, et même des morts. Trois jours après, le 25 mai 2003, c'est au tour du journal de 20 heures de France 2 de diffuser le même témoignage. Il ajoute avoir reconnu, au cours d’une des soirées, la petite Marion Wagon, disparue à Agen en novembre 1996 à l'âge de 10 ans. Ce qu'avaient aussi indiqué « Patricia » et « Fanny » dans leur déposition du 22 mai. Il assure aussi avoir été violé et torturé, et avoir assisté à la mise à mort de la petite Marion,. À la suite des auditions de « Djamel » le 24 et le 25 mai, les gendarmes lancent des perquisitions dans une maison de La Rochelle et dans un parc de Toulouse, où auraient été cachées des vidéos et de ces soirées. La piste, considérée comme douteuse par les enquêteurs et la presse, ne donne rien,.
Le 27 mai 2003, Jean Volff, procureur général de Toulouse, annonce que son nom est également cité dans l'affaire. Il est contraint de démissionner, remplacé le jour suivant sur décision du Conseil des ministres,,. En parallèle, un troisième magistrat cité lors des témoignages, Jean-Jacques I., se défend d'avoir le moindre lien avec le monde de « la prostitution, avec des soirées de partouze ou des parties fines, de quelque manière que ce soit ». Le ministre de la Justice Dominique Perben prend position publiquement, regrettant  « vivement la manière dont le secret de l'instruction n'est pas respecté dans cette affaire » et demandant au nouveau procureur général, Michel Barrau, une appréciation rapide de la situation. Le dépaysement de l'affaire est envisagé et une commission d'éthique, présidée par Jean Cabannes, est chargée d'étudier le renforcement de la déontologie du corps judiciaire,.
Le 30 mai 2003, face au juge d'instruction, Alègre avoue avoir tué Line Galbardi et Claude Martinez, dénonçant Dominique Baudis et Marc B. comme les commanditaires de cet autre meurtre. Ce nouveau rebondissement est dévoilé par Me Szpiner lors d'une conférence de presse au cours de laquelle il demande la mise en examen de son client, Baudis, afin de pouvoir accéder au dossier et se défendre,. En parallèle de ses auditions, Alègre fait parvenir une lettre au journaliste de Canal +, Karl Zéro, revendiquant le besoin de s'exprimer à travers « une tribune médiatique » après s'être tu « par craintes de pressions ou de représailles sur les membres de (s)a famille ». La lettre est partiellement lue à l'antenne par l'animateur le 1er juin 2003 lors de son émission Le Vrai Journal, accentuant la pression médiatique autour de l'affaire. Le 4 juin, plusieurs médias affirment que le bureau du juge d'instruction chargé de l'affaire aurait été « visité » pendant le week-end,. Un démenti est rapidement publié par l'AFP, mettant en cause le nettoyage des bureaux,.

### Rétractations des témoins
Le 17 juin 2003, Patrice Alègre écrit au nouveau procureur général de Toulouse pour revenir sur ses aveux, dénonçant la pression du juge d'instruction et de ses avocats, remplacés par Gilbert Collard le même jour,. Selon Libération, c'est par l'entremise d'un codétenu, Raymond M., que le tueur aurait confié sa défense à l'avocat marseillais. Cette information est corrigée par Me Collard quelques jours plus tard, qui revient sur plusieurs inexactitudes et contradictions de l'article.

### Chronologie de la suite de l'affaire
- Le 16 juin 2003, Le Monde rapporte que les gendarmes ont examiné la maison accusée dans les dépositions des deux ex-prostituées d'avoir hébergé des soirées sadomasochistes[67]
- Le 27 juillet 2003, L'Est républicain publie des extraits du procès-verbal de l'audition du prostitué « Djamel » effectuée par le juge le 27 mai, durant laquelle il aurait dit que « Patricia » l'avait incité à faire « un faux témoignage ». L'Est républicain publie aussi des PV d'audition du 19 juin, dans lesquels « Patricia » a reconnu devant le juge Perriquet avoir menti et incité « Djamel » à faire de même[68].
- Le 17 septembre 2003, l'ancienne prostituée Fanny revient sur l'accusation de viol qu'elle avait formulée contre l'ancien maire de Toulouse, Dominique Baudis.
- Le 20 septembre 2003, le prostitué « Djamel », impliqué dans un des aspects de l'affaire est retrouvé mort dans la chambre d'une clinique de Toulouse. L’autopsie révèle qu'il est mort par asphyxie. Il s’est étouffé après avoir régurgité, alors qu’il était inconscient, des médicaments qu'il avait massivement ingérés.
- Le 2 octobre 2003, Bernard Poulet, rédacteur en chef à L'Expansion, publie un livre sur le quotidien Le Monde[69]. Il y accuse « beaucoup de nos confrères, à commencer par  Le Monde » de « cultiver le syndrome du « tous pourris !» » et de s'être « précipité sur des confidences anonymes de magistrats, de policiers, de prostituées »[69].
- Le 11 juillet 2005, la chambre de l'instruction de la cour d'appel de Toulouse confirme le non-lieu général dans le volet « viols et proxénétisme en bande organisée » dans lequel Dominique Baudis et d'autres personnalités avaient été mis en cause.
- Décembre 2005, Florence Khélifi, surnommée Fanny, 32 ans, est mise en examen pour dénonciation calomnieuse envers Dominique Baudis et Marc Bourragué[70].
- Septembre 2006, Christelle Bourre, alias Patricia, est mise en examen à la mi-septembre pour dénonciation calomnieuse envers Dominique Baudis.
- En 2006, Émilie Espès, seule victime survivante d'une agression de Patrice Alègre, met fin à ses jours[22].
- Le 27 mars 2008, le parquet annonce que les ex-prostituées Patricia et Fanny seront jugées en correctionnelle pour « dénonciation calomnieuse » envers l'ancien maire de Toulouse Dominique Baudis et le magistrat Jean Volff. Après être revenues sur leurs déclarations, elles sont reconnues coupables de dénonciation calomnieuse et respectivement condamnées à deux et trois ans de prison avec sursis par le tribunal correctionnel de Toulouse le 26 mars 2009[71].
- Le 3 juillet 2008, les juges d'instruction du tribunal de grande instance de Toulouse, Serge Lemoine et Fabrice Rives, rendent une ordonnance de non-lieu concernant trois homicides volontaires et un viol avec arme instruits contre Patrice Alègre[6].
- Septembre 2019, après avoir purgé la période de sûreté de vingt-deux ans qui lui avait été imposée, Patrice Alègre charge son avocat de déposer la demande de libération conditionnelle[72]. Il retire cette demande en 2021[73].

## Controverses

### Autres points de vue
L'affaire Alègre garde des zones d'ombre. Les meurtres ont été déclarés en suicides par la police jusqu'à l'arrestation d'Alègre. Plusieurs témoins affirment que le tueur a été longtemps protégé par des policiers, et par Pierre Roche, président de chambre à la cour d'appel de Montpellier, dont le décès en 2003 soulèvera des questions. L'ex-gendarme Roussel dénombre 191 assassinats non élucidés dans la région. L’organisation Stop à l’oubli réunit des familles de victimes, qui continuent de réclamer la vérité sur l’affaire, évoquant « ces disparitions, ces assassinats camouflés en suicide et ces enquêtes tronquées, déformées, bâclées, etc. ».

### Traitement médiatique
Le 27 septembre 2003, le médiateur du quotidien Le Monde publie un bilan de sa couverture de l'affaire, rappelant avoir « évité de tomber dans certains pièges, en particulier, à la différence d'autres médias, le faux témoignage du travesti mythomane "Djamel" ». Bien qu' « informé depuis longtemps que le nom de Dominique Baudis était cité dans des procès-verbaux », le journal rappelle avoir « attendu, pour en faire état, qu'il accepte de s'exprimer et de réagir dans nos colonnes » et à tout moment « rendu compte des contre-attaques » de l'ancien maire de Toulouse « au point d'être les premiers à révéler sa dénonciation d'un "complot politique" ». Le journal regrette cependant « la publication de certains extraits de procès-verbaux d'instruction, un reportage dans les environs de Toulouse dont le contenu a été démenti par la justice et le récit non recoupé du témoignage tardif d'une prostituée ».
En octobre 2007, France 2 a diffusé sur deux soirées un Notable donc coupable, un téléfilm de Francis Girod en forme de quasi-documentaire qui retrace l'affaire Alègre, tiré du livre Le Bûcher de Toulouse de Marie-France Etchegoin et Matthieu Aron, journalistes à L'Obs et France Info, et qui met en scène l’emballement médiatique dont a été victime Dominique Baudis,. Les scénaristes mettent en scène trois journalistes, l'une d'une radio d’information continue identifiable comme France Info, un autre qui travaille à Sud Journal (La Dépêche du Midi) et le troisième à la chaine de télévision Vision 2 (avec logo rouge façon France 2). Le téléfilm donne à cette dernière le mauvais rôle côté télévisions, à l’exception de l’émission de Karl Zéro, présentant France 2 comme ayant obtenu la seule interview de Djamel, le travesti mythomane, alors qu’en réalité, TF1 avait diffusé l'interview du même Djamel trois jours plus tôt.
Le téléfilm est critiqué par Arnaud Boutet, vice-président de la société des journalistes de France 2, pour qui « on n’est plus dans le journalisme, on est dans le politique ». Une enquête d'Augustin Scalbert, dans Rue 89-L'Obs révèle que Florence Bouquillat avait recueilli les propos du travesti « 48 heures avant TF1 » mais refusé de les diffuser en soulignant qu'elle avait « besoin de faire des vérifications ». Mais TF1 ayant diffusé l’entretien, la rédaction en chef de France 2 a diffusé à son tour l'entretien, trois jours après TF1. Ensuite, Arlette Chabot a succédé à Olivier Mazerolle à la direction de l’information de France 2. La chaîne a ensuite décidé de diffuser « Notable donc coupable » au moment où Marc Tessier sollicitait son renouvellement à la direction de France Télévisions. Le CSA, dont Dominique Baudis était président lui a préféré Patrick de Carolis. Le téléfilm a par ailleurs suscité la colère des familles de victimes du tueur en série Patrice Alègre : l'association « Stop à l'Oubli » qui réunit les familles de victimes a publiquement estimé qu'il constituait « une intolérable pression sur la justice alors que des dossiers de meurtres sont toujours à l'instruction ».

#### Ouvrages parlant de l'affaire
- Michel Roussel, Homicide 31 : Au cœur de l'affaire Alègre, l'ex-directeur d'enquêtes parle, Éditions Denoël, 24 janvier 2004, 240 p. (ISBN 2207255646). .
- Ugo Rankl, Patrice Alègre : l'homme qui tuait les femmes, Éditions Nicolas Philippe, 21 octobre 2004, 388 p. (ISBN 2748800680).
- Christian English, Frédéric Thibaud, « L'affaire Patrice Alègre », dans Affaires non classées, tome II, First Éditions, 15 juin 2004, 294 p. (ISBN 2876919095).
- Dominique Baudis, Face à la calomnie, XO Editions, 20 janvier 2005, 318 p. (ISBN 2845631898).
- Pierre Alfort, Stéphane Durand-Souffland, J'ai défendu Patrice Alègre, Éditions du Seuil, 28 janvier 2005, 188 p. (ISBN 2020635135).
- Mathieu Aron, Marie-France Etchegoin, Le Bûcher de Toulouse : D'Alègre à Baudis: histoire d'une mystification, Éditions Grasset, 18 mai 2005, 432 p. (ISBN 2246677610).
- Gilbert Collard, Édouard Martial, L'étrange Affaire Alègre, Éditions du Rocher, 9 juin 2005, 186 p. (ISBN 2268054918).
- Jean Volff, Un procureur général dans la tourmente - Les dérives de l'affaire Alègre, Éditions L'Harmattan, 1er juin 2006, 192 p. (ISBN 2296010679).
- Antoine Perraud, La barbarie journalistique - Toulouse, Outreau, RER D : l'art et la manière de faire un malheur, Flammarion, coll. « Essais Sciences Humaines », 30 janvier 2007, 193 p. (ISBN 2082105865).
- Georges Fenech, Presse, justice : liaisons dangereuses, Éditions de l'Archipel, 7 mars 2016, 190 p. (ISBN 2841879305).
- Gilles Souillés, L'affaire Alègre, la vérité assassinée, Éditions Hugo & Cie, 21 juin 2007, 276 p. (ISBN 2755601205). .
- Jean-Pierre Vergès, Les tueurs en série, Hachette Pratique, 26 septembre 2007, 256 p. (ISBN 2012374174). .
- Agnès Grossmann, L'enfance des criminels, Hors Collection, 20 septembre 2012, 298 p. (ISBN 2258098424). .

#### Roman inspiré de l'affaire
- G.-M. Bon, Contes cruels, Toulouse, L'Ecailler du Sud, 1er septembre 2004, 248 p. (ISBN 2914264577).

### Documentaires télévisés
- « L'affaire Patrice Alègre », dans l'émission Affaires criminelles, présentéé par Yves Renier et diffusée sur NT1 le 7 février 2010, rediffusée le 10 juillet, le 16 et le 21 août, le 21 et le 29 octobre, le 2 et le 12 novembre 2010.
- « Patrice Alègre, le sang et la rumeur », dans l'émission Faites entrer l'accusé, présenté par Frédérique Lantieri et diffusé le 18 janvier 2015 sur France 2, 115 minutes.
- « J'ai défendu Patrice Alègre », dans l'émission Toute une histoire, présentée par Faustine Bollaert et diffusée le 17 mars 2016 sur France 2.
- « Alègre : le tueur au sang froid », premier reportage de l'émission Crimes « Spécial : ils ont fait trembler Toulouse », présentée par Jean-Marc Morandini et diffusée le 26 septembre 2016 sur NRJ 12.
- « Affaire Patrice Alègre, l'assassin et la rumeur », dans l'émission Au bout de l'enquête, la fin du crime parfait ?, présentée par Marie Drucker et diffusée le 15 octobre 2022 sur France 2.

### Émission radiophonique
- « Patrice Alègre, le serial killer de Toulouse » dans l'émission L'heure du crime de Jacques Pradel diffusée le 17 janvier 2014 sur RTL.